# José Luis Vázquez Dodero
José Luis Vázquez Dodero (Orense, 30 de enero de 1908-Madrid, 2 de febrero de 2001) fue un periodista, ensayista y crítico literario español.

## Biografía
Nacido en Orense, a los nueve años se traslada con su familia a Madrid. Hizo el bachillerato en el colegio de los jesuitas de Chamartín. Fue doctor en Derecho y licenciado en Ciencias Políticas.
Desde muy joven empezó a colaborar en los periódicos El Siglo Futuro y La Nación. Durante la Segunda República militó en la Comunión Tradicionalista y escribió en la revista Acción Española, colaborando estrechamente con Eugenio Vegas Latapié. Discípulo y amigo de Ramiro de Maeztu, dio cobijo a este en su casa antes de ser apresado, al estallar la guerra civil española.
Tras la guerra, trabajó como crítico literario en la revista Blanco y Negro y en el periódico ABC. Fue jefe de colaboraciones de ese periódico y director de la Editorial Prensa Española. En 1957 obtuvo el Premio Luca de Tena por su artículo «El mito del progreso indefinido», publicado en ABC el 26 de octubre de 1956. Analista de Menéndez Pelayo, dedicó sus afanes al estudio de la novela española contemporánea. De ideas conservadoras y monárquicas, perteneció al Consejo Privado del Conde de Barcelona.

## Premios
- Premio Nacional de Literatura Emilia Pardo Bazán. 1964
- Premio Nacional de Periodismo. 1978
- Premio Nacional de Crítica Literaria.
- Premio Luca de Tena de periodismo por el artículo “El mito del progreso indefinido” (ABC, 26 de octubre de 1956).
- Gran Cruz de la Orden del Mérito Civil (1977)[4]

## Obras
- Tradicionalismo y fascismo. (Esbozo de un ensayo sobre sus analogías y diferencias) Madrid, 1934.
- El príncipe que forjó una República. Madrid, 1958 (con Ramiro de Maeztu y el marqués de Quintanar).
- Delapuente. Madrid, 1973.
- Lope y Góngora frente a frente. Arbor, Madrid, 1975.